# جنگل‌های خشک حاره‌ای فیجی
جنگل‌های خشک حاره‌ای فیجی (انگلیسی: Fiji tropical dry forests) بوم‌ناحیه‌ای از نوع جنگل‌های پهن‌برگ خشک حاره‌ای و جنب‌حاره‌ای است که در کشور فیجی قرار دارد. این جنگل‌ها دامنه‌های بادپناه بخش  شمال‌غربی دو جزیره بزرگ فیجی یعنی ویتی لوو و وانوا لوو را اشغال کرده‌اند.